# Барсуков, Александр Григорьевич
Александр Григорьевич Барсуков (род. 9 июля 1947 года,СССР) — российский военачальник, начальник Иркутского высшего военного авиационного инженерное училища (2004—2008), кандидат технических наук, генерал-майор (1992). Профессор (1995).

## Биография
Родился 9 июля 1947 года в Иркутске.
1964—1968 — курсант Иркутского военного авиационно-технического училища.
С 1968 года служил в в/ч 74984 в школе младших авиационных специалистов (ШМАС) — командир взвода, преподаватель. Бада. Читинская область.
В 1972 году поступил и в 1975 году окончил Военно-воздушную академию имени Ю. А. Гагарина, стипендиат Ю. А. Гагарина. Участник сотого военного парада на Красной площади. С отличием окончил академию, продолжил обучение в адьюнктуре. (Москва).
С 1978 года- преподаватель кафедры 12 в Иркутском высшем военном авиационном инженерном училище,
С 1984 — старший преподаватель кафедры
С 1984 — начальник кафедры безопасности полетов,
С 1987 — начальник факультета летательных аппаратов Иркутского военного авиационно-технического училища .
С 22 мая 1991 по апрель 2000 — начальник Иркутского военного авиационно-технического училища. Александр Григорьевич, в течение 9, самых тяжелых для Российской армии и военного образования лет, командовал училищем, а затем институтом. В период его управления училищем был открыт факультет авиационного вооружения, и училище встало в один ряд со знаменитыми инженерными вузами ВВС. Увеличился набор адъюнктов, начал действовать собственный диссертационный совет. Открылся авиационный лицей, фактически игравший роль кадетского корпуса при военном училище. Быстро строилось жилье для постоянного состава.
Генерал-майор авиации с июля 1992 г. Профессор с 1995 г.
В 2000 г. ушел в отставку по состоянию здоровья и был назначен на должность профессора кафедры динамики полетов и конструкции ЛА.
С 2008 — профессор кафедры летательных аппаратов и двигателей Иркутского филиала Московского государственного технического университета гражданской авиации (МГТУ ГА). В 2008 было принято решение о присоединении ИВВАИУ к Воронежскому военному авиационному университету. В 2009 ИВВАИУ прекратило свое существование, как учебное заведение. После перевода училища в Воронеж (фактически его уничтожения) продолжал отстаивать интересы личного состава училища и членов их семей в Иркутске.
С 2021 года — директор Иркутского городского центра «Патриот».

## Награды
- Орден «За военные заслуги»
- Орден «За службу Родине в Вооружённых Силах СССР» III степени
- Медаль «За укрепление боевого содружества»
- Юбилейная медаль «Двадцать лет Победы в Великой Отечественной войне 1941—1945 гг.»

- Медаль «Ветеран Вооружённых Сил СССР»(1990)[7]
- Юбилейная медаль «50 лет Вооружённых Сил СССР»
- Юбилейная медаль «60 лет Вооружённых Сил СССР»[8]
- Юбилейная медаль «70 лет Вооружённых Сил СССР» (1988)
- Медаль «200 лет Министерству обороны»(2002)
- Медаль «За безупречную службу» I степени
- Медаль «За безупречную службу» II степени
- Медаль «За безупречную службу» III степени

- Медаль «За ратную доблесть» (6.3.2002)

- Награждён холодным именным оружием — офицерским кортиком